# Sophie Holten
 Ikke at forveksle med Sofie Horten.
Anna Marie Johanne Sophie (Sofie) Holten (født 12. august 1858 i Skuldelev, død 5. juni 1930 i Roskilde) var en dansk maler.

## Baggrund og udvikling som maler
Holten var datter af kapellan, senere sognepræst Hans Nicolai Holten og Marenstine "Mine" født Smidt. Hun var elev af Christen Dalsgaard i Sorø og af Carl Thomsen i København og blev derigennem skolet i den sene guldalders akademisk orienterede maleteknik. 
Et markant skift meldte sig i hendes stil, da hun i 1879 besøgte Paris, hvor hun boede på pensionat med Elise Konstantin-Hansen og Suzette Skovgaard, som siden blev hendes svigerinde. Under dette opholdt blev hun også veninde med Lorenz Frølichs datter Edma (senere Stage). Holten blev elev hos to af tidens førende malere, Félix Barrias og Alfred Stevens, og derved gjorde hun tidens fremherskende naturalisme til sin egen.
Opholdet i Paris blev nogle år senere fulgt op af et besøg i Grèz 1886-87, hvor Sophie Holten atter boede sammen med Elise Konstantin-Hansen og nu også med forfatteren Marie David. Her mødte hun forfatteren August Strindberg og malede hans portræt. Hendes øvrige foretrukne genrer var interiørbilleder og genrescener. Andre rejser bragte Holten til Holland, Belgien, Dresden og Berlin i 1892 og til Italien i 1894. 
Hun modtog Kunstakademiets stipendium 1890-91 og 1893-94 og støtte fra Den Raben-Levetzauske Fond og fra Pro Pontifice Ecclesia i 1929.

## Religiøs konversion og socialt arbejde
Som præstedatter var Holten ikke uventet optaget af religiøse spørgsmål, og efter en radikal periode i 1880'erne konverterede hun i 1890'erne til katolicismen og hengav sig herefter også til at male religiøse motiver. Holten markerede sig i samtiden gennem sin ret omfattende udstillingsvirksomhed, men fik dog aldrig et gennembrud i Danmark, og ved sit engagement i kvindesagen. I 1899 var Holten med til at oprette "Kvindernes Køkken", hvor kvinder kunne spise for små penge.

## Udstillinger
Holten udstillede på Charlottenborg Forårsudstilling uafbrudt fra 1883 til 1897 og atter i årene 1899, 1901 og 1904. Hendes værker blev også optaget på Salonen i Paris 1886, på den Nordiske Kunstudstilling i København 1888, på Internationale Kunstausstellung i Berlin 1891, Verdensudstillingen i Chicago 1893, Kvindernes Udstilling i København 1895, på udstillingen The Glasgow School Artists of Denmark i Chicago 1895, på Raadhusudstillingen i København 1901 og på Kvindelige Kunstneres retrospektive Udstilling i København 1920. Kunstforeningen i København arrangerede en separatudstilling med Holtens værker i 1887 (sammen med Marie Luplau). Efterfølgende har hendes værker været udstillet på De drogo till Paris, Liljevalchs i Stockholm 1988 og senest i 1991.
Holten døde ugift og er begravet i Roskilde.
Hun har malet en række portrætter af blandt andre L.A. Ring og et af August Strindberg.

## Værker
- Studiehoved af sorthåret dreng (1881, Museet på Koldinghus)
- En gammel dame, der læser (udstillet 1883)
- Aften ved stranden (1884, solgt 1958 fra Randers Kunstmuseum)
- Efter ballet (udstillet 1884)
- Portræt af August Strindberg (Grèz 1886, Nationalmuseum)
- Mlle Leland (1886-87)
- En Parisersalon (udstillet 1887)
- Sidste time i en landsbyskole (udstillet 1890)
- De hellige går fra kirke (1890, Sæby Museum)
- Udsigt mod København fra Kløvermarken på Amager (1890, Københavns Museum)
- Den hellige Benedikt (udstillet 1895)
- Eftermiddagsthe hos fru Emma Gad (udstillet 1897)
- Fra Vartov (udstillet 1901, Københavns Museum)
- Templet Erechteion (udstillet 1904)
- Altertavle til Sankt Laurentii Kirke, Roskilde (1906)

| - Værker af Sophie Holten - Portræt af ung mand, 1880 - Ung kvinde siddende ved en søbred, 1885 - Kone i en urtehave. I forgrunden store kålhoveder, 1885 - Portræt af en gammel kone, 1889 - Allegori på “Vinter” og “Foraar”, 1890 - Ældre ægtepar ved et bondehus, 1919 - Interiør med kone der læser sin avis, udateret - Udsigt over Delft (kopi efter Johannes Vermeer), udateret - Portræt af madam Ullebølle, udateret |